# Scott Allen (Eiskunstläufer)
Scott Ethan „Scotty“ Allen (* 8. Februar 1949 in Newark, New Jersey) ist ein ehemaliger US-amerikanischer Eiskunstläufer, der im Einzellauf startete.
Allen startete für den Skating Club of New York. 1964 und 1966 wurde er US-amerikanischer Meister. Von 1962 bis 1968 nahm er an allen Weltmeisterschaften teil und platzierte sich mit Ausnahme seiner ersten Weltmeisterschaft, wo er Achter wurde, immer unter den ersten Fünf. 1965 wurde er Vize-Weltmeister hinter Alain Calmat. Bei den Olympischen Spielen 1964 gewann er die Bronzemedaille, zwei Tage vor seinem 15. Geburtstag, was ihn zum jüngsten Medaillengewinner bei Olympia machte. Bis heute ist er der jüngste männliche Medaillengewinner und der jüngste Individualsportler, dem das gelang. Zu berücksichtigen ist hierbei, dass der US-amerikanische Eiskunstlaufsport durch den Flugzeugabsturz von Sabena-Flug 548 im Jahr 1961 die besten Eiskunstläufer und Eiskunstlauftrainer des Landes verloren hatte.
Nach seiner sportlichen Karriere studierte er an der Harvard-Universität.

## Ergebnisse
| Wettbewerb / Jahr                | 1962 | 1963 | 1964 | 1965 | 1966 | 1967 | 1968 |
| -------------------------------- | ---- | ---- | ---- | ---- | ---- | ---- | ---- |
| Olympische Winterspiele          |      |      | 3.   |      |      |      |      |
| Weltmeisterschaften              | 8.   | 5.   | 4.   | 2.   | 4.   | 5.   | 4.   |
| US-amerikanische Meisterschaften | 2.   | 2.   | 1.   | 2.   | 1.   | 2.   |      |